# Liste der Biografien/Silh
Liste der Biografien |
Portal Biografien |
Personensuche
# |
A |
B |
C |
D |
E |
F |
G |
H |
I |
J |
K |
L |
M |
N |
O |
P |
Q |
R |
S |
T |
U |
V |
W |
X |
Y |
Z |
?
 
Sa |
Sb |
Sc |
Sd |
Se |
Sf |
Sg |
Sh |
Si |
Sj |
Sk |
Sl |
Sm |
Sn |
So |
Sp |
Sq |
Sr |
Ss |
St |
Su |
Sv |
Sw |
Sy |
Sz
 
Sia |
Sib |
Sic |
Sid |
Sie |
Sif |
Sig |
Sih |
Sii |
Sij |
Sik |
Sil |
Sim |
Sin |
Sio |
Sip |
Siq |
Sir |
Sis |
Sit |
Siu |
Siv |
Siw |
Six |
Siy |
Siz
 
Sila |
Silb |
Silc |
Sild |
Sile |
Silf |
Silg |
Silh |
Sili |
Silj |
Silk |
Sill |
Silm |
Siln |
Silo |
Silp |
Sils |
Silt |
Silu |
Silv |
Silw |
Silz
Die Liste der Biografien führt alle Personen auf, die in der deutschsprachigen Wikipedia einen Artikel haben. Dieses ist eine Teilliste mit 14 Einträgen von Personen, deren Namen mit den Buchstaben „Silh“ beginnt.

## Silh

### Silha
- Šilhaha, elamitischer König
- Šilḫak-Inšušinak I. († 1120 v. Chr.), elamitischer König
- Šilhak-Inšušinak II., elamitischer König
- Šilhán, Věněk (1927–2009), tschechischer Politiker und Ökonom
- Šilhánová, Olga (1920–1986), tschechische Kunstturnerin
- Šilhavá, Zdeňka (* 1954), tschechische Diskuswerferin und Kugelstoßerin
- Silhavy, Heidrun (* 1956), österreichische Politikerin (SPÖ), Abgeordnete zum Nationalrat
- Šilhavý, Jaroslav (* 1961), tschechischer Fußballspieler und -trainer
- Šilhavý, Josef (* 1946), tschechischer Diskuswerfer
- Silhavy, Olivia (* 1957), österreichische Schauspielerin

### Silhi
- Šilhina-Hamru-Lagamar, elamitischer König

### Silho
- Silhol, Alfred (1829–1912), französischer Politiker, Mitglied der Nationalversammlung
- Silhon, Jean de († 1667), französischer Staatstheoretiker, Philosoph und Mitglied der Académie française
- Silhouette, Étienne de (1709–1767), französischer Finanzminister unter Ludwig XV.